# Gustav Zouhar (Ingenieur, 1939)
Gustav Zouhar (* 9. November 1939 in Hartha; † 27. Mai 2005 in Dresden) war ein deutscher Ingenieur und Hochschullehrer.

## Leben
Gustav Zouhar war der Sohn des Maschinenbauingenieurs Gustav Zouhar (1914–1980).
Im Jahr 1957 legte er das Abitur ab. Nach Praktika im Edelstahlwerk Freital sowie im Press- und Schmiedewerk Brand-Erbisdorf studierte er von 1958 bis 1963 Metallformung an der Bergakademie Freiberg. Anschließend arbeitete er als Aspirant an der Bergakademie, 1968 wurde er dort promoviert. Danach wirkte er als Gruppenleiter Forschung, im Bereich Verfahrensentwicklung im Freitaler Edelstahlwerk.
Von 1969 bis 1988 war Gustav Zouhar wissenschaftlicher Mitarbeiter und Arbeitsgruppenleiter für Werkstoff- und technologische Forschung am Dresdner Zentralinstitut für Festkörperphysik und Werkstoffforschung der Akademie der Wissenschaften der DDR. Im Jahr 1985 erwarb er mit der Promotion B, die 1991 in Dr.-Ing. habil. umgewandelt wurde, die Lehrbefähigung für das Fachgebiet Metallische Werkstoffe. Ab 1986 wirkte er an der TU Dresden: zunächst als Honorardozent, dann ab 1988 als ordentlicher Professor für Werkstoffwissenschaft und ab 1993 Professor für Werkstofftechnik.
Gustav Zouhar starb 2005 plötzlich und unerwartet in Dresden.

## Veröffentlichungen (Auswahl)
- Grundlagen der bildsamen Formung (Lehrbriefreihe, 1966–1967)
- Beitrag zum Formänderungsverhalten unlegierter Stähle beim Drahtziehen unter Berücksichtigung wichtiger die Bildsamkeit kennzeichnender Einflußgrößen (Dissertation, Bergakademie Freiberg, 1967)
- Technologien zur gezielten Erzeugung von Werkstoffstrukturen durch Kombination mechanischer und thermischer Behandlung. Akademie-Verlag Berlin, 1981
- Grundlagen des Zusammenhangs zwischen Werkstoffstruktur, Werkstoffeigenschaften und Technologie bei hochtemperatur-thermomechanischer Behandlung mit Martensitumwandlung. Dissertation B, Zentralinstitut für Festkörperphysik und Werkstoffforschung Dresden, 1985